# Альпійські луки

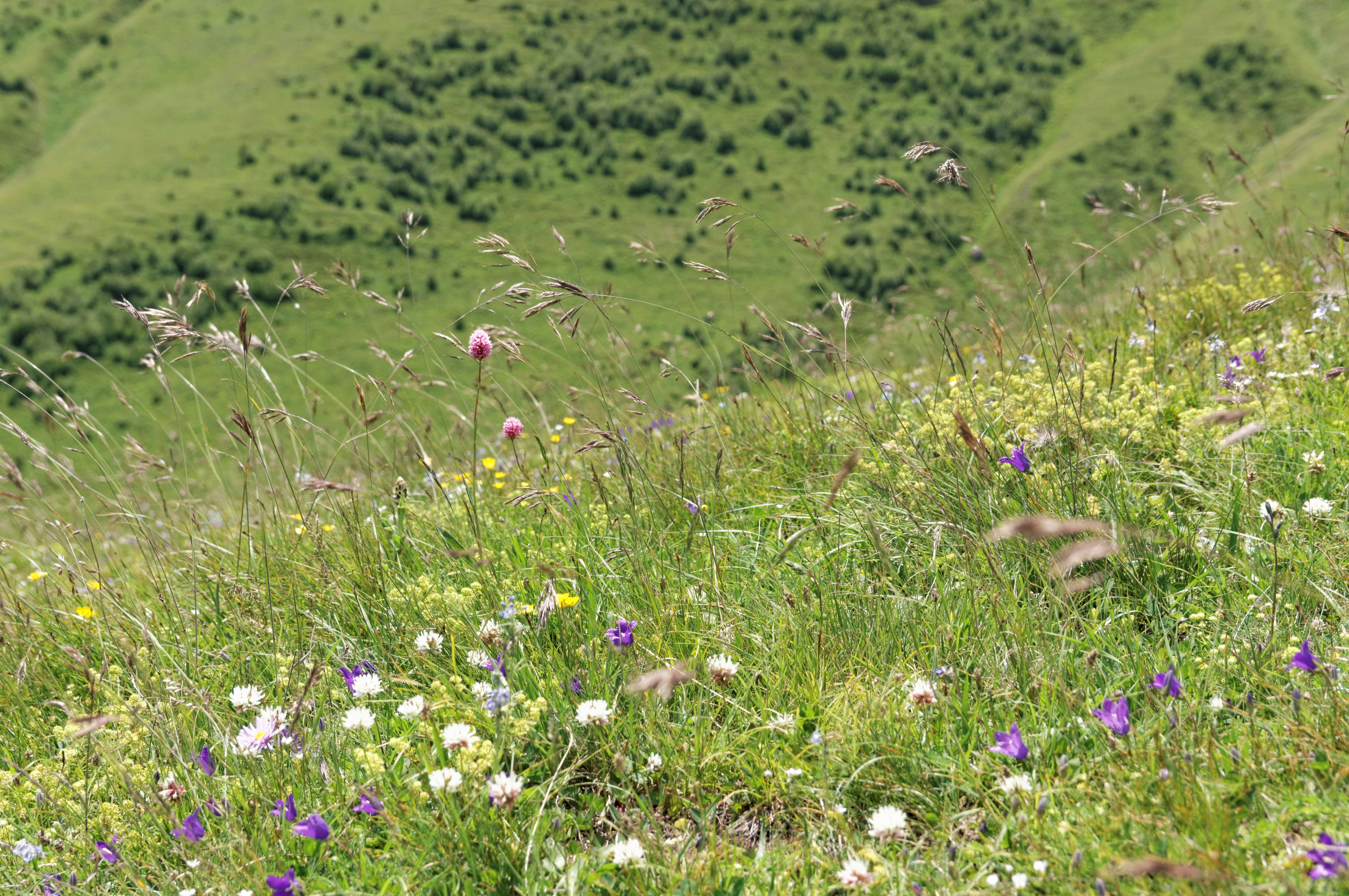
Альпійські луки

Альпійські луки — природна зона висотної поясності, гірські біоми вкриті трав'янистою рослинністю, розташовані над лінією лісу. Висота, на якій починаються альпійські луки, залежить від клімату регіону та географічної широти місцевості (чим далі від полюсів, тим вище починаються альпійські луки). Зазвичай від лінії гірських лісів альпійські луки відокремлені поясом криволісь, а там, де вони зведені — субальпійських лук.
Для альпійських лук характерна специфічна, зазвичай низькоросла, рослинність, а також рослинність, що утворює «трав'яні подушки». Це зближує даний тип екосистем із тундровими, завдяки чому альпійські луки також називають «гірською тундрою».
Ґрунтовий шар на альпійських луках зазвичай порівняно тонкий та малородючий, з численними включеннями каменю та щебеню; в помірному поясі в ґрунті альпійських лук зазвичай формується глейовий прошарок.
Позаяк альпійські луки трапляються практично у всіх регіонах Землі, то не можна виділити види тварин, які були б характерними для них усіх. Але часто, особливо в тропічних та субтропічних регіонах, альпійські луки є островами реліктових екосистем, відрізані один від одного більш спекотним низинним кліматом. На таких ділянках можуть зберігатись види, відсутні або зниклі в довколишній місцевості — часто це релікти минулої льодовикової епохи. Таким видом, наприклад, є ефіопський вовк, що зараз зберігся в кількох високогірних острівкових популяціях, де існує придатний для нього, відносно прохолодний клімат.
В Україні альпійські луки існують у Карпатах, де називаються «полонинами», а також в Криму, де їх називають «яйли».